# Канчели (Авелино)
Канчели је насеље у Италији у округу Авелино, региону Кампанија.
Према процени из 2011. у насељу је живело 76 становника. Насеље се налази на надморској висини од 832 м.